# La Ceiba
La Ceiba è una città dell'Honduras, capoluogo del dipartimento di Atlántida che si affaccia sul golfo dell'Honduras.
Il comune è stato istituito il 23 agosto 1877.